# Louis Jouvet
Pour les articles homonymes, voir Jouvet.
 (décembre 2023).
Louis Jouvet est un comédien, metteur en scène et directeur de théâtre français, professeur au Conservatoire national supérieur d'art dramatique, né le 24 décembre 1887 à Crozon (Finistère) et mort le 16 août 1951 à Paris 9e.
Par son travail d'acteur, de metteur en scène comme d'enseignant et les écrits qu'il a laissés, il a formé et marqué des générations d'acteurs partout dans le monde, jusqu'aux fondateurs de l'Actors Studio[réf. souhaitée]. Il est considéré comme l'un des acteurs français les plus importants du XXe siècle[réf. souhaitée].

## Biographie

### Origines familiales et formation
Jules Eugène Louis Jouvet naît à Crozon le 24 décembre 1887 à 5 h du matin, de Louis Léon Jouvet (1852-1902), 36 ans, conducteur de travaux, et d'Eugénie Victoire Séjournet (1859-1937), 29 ans, son épouse, sans profession,,. En 1887, son père, Louis Léon Jouvet, se trouve dans le Finistère dans le cadre de la construction du fort de Landaoudec, à Crozon, bourg côtier de l'océan Atlantique qui compte alors environ 8 500 habitants.
Devenue veuve en 1902, lorsque le jeune Louis Jouvet est âgé de 14 ans, la mère part avec ses enfants s'installer à Rethel, dans les Ardennes, où vivent ses deux frères, Gustave, pharmacien à Rethel, et Jules, médecin à Revin.
Louis poursuit sa scolarité à Rethel dans un établissement catholique : le collège Notre-Dame. En 1905, il a dix-huit ans, c’est l’année du bac réussi brillamment et la découverte du théâtre. L’examen en poche, il doit céder à la pression familiale, devenir pharmacien. A Rethel, dans l’officine de l’oncle Gustave c’est l’époque de son premier stage, il confessera plus tard s’y être beaucoup ennuyé.
Il entretient une correspondance passionnée avec une certaine Aline Bordas qui vit à Saint-Etienne. On découvre dans ces lettres de jeunesse un Louis entreprenant, amoureux, impatient face à cette vie qui commence qu’il voudrait formidable et dédiée au théâtre.
Influencé par sa famille, Louis entame des études de pharmacie, d'abord à l'université de Toulouse, puis, à partir de 1904[réf. nécessaire], à Paris. Il travaille quelque temps dans la prestigieuse pharmacie du 45, rue du Faubourg-Saint-Denis.
Mais il consacre la plus grande partie de son temps libre au théâtre : d'abord dans la troupe de Léon Noël ; puis celle du théâtre d'Action d'art de 1908 à 1910 (il part avec elle en province jouer devant des auditoires populaires[réf. nécessaire]) ; celle du théâtre des Arts ; enfin à l'Odéon et au Châtelet.
En parallèle, il se présente au concours d'entrée du Conservatoire d'art dramatique de Paris, où il échoue à trois reprises[Quand ?].

### De la faculté au Vieux-Colombier
En 1912, son diplôme de pharmacien obtenu, il court les cachets et fait ainsi une courte apparition dans un film aux côtés de Harry Baur.
En 1913, il est engagé avec son ami Charles Dullin par Jacques Copeau, alors directeur du théâtre du Vieux-Colombier. C'est un véritable tournant dans sa carrière : il y est régisseur, décorateur, assistant et enfin comédien.
En 1914, la Première Guerre mondiale éclate, Louis Jouvet est engagé volontaire. Il est ambulancier, puis pharmacien auxiliaire. Démobilisé en 1917, il retrouve la troupe du Vieux-Colombier.
En novembre 1917, la troupe du Vieux-Colombier s'installe pour deux saisons au Garrick Theatre de New York. Le succès obtenu n'est pas à la hauteur des attentes ; les relations entre Jouvet et Copeau se dégradent.
En 1920, c'est le retour à Paris : le Vieux-Colombier rouvre ses portes.

### Entre-deux-guerres
En 1922, Jouvet rompt avec Jacques Copeau. Engagé par Jacques Hébertot, qui dirige alors le théâtre des Champs-Élysées et la Comédie des Champs-Élysées, en qualité de directeur technique de ces deux salles, il participe à la scénographie du troisième théâtre, le Studio des Champs-Élysées, et se voit confier des mises en scène, en alternance avec Georges Pitoëff. L'année suivante, en décembre 1923, il remporte son premier grand succès avec Knock ou le Triomphe de la médecine de Jules Romains, qu'il joue 1 500 fois.
À la fin de 1924, plusieurs comédiens venus du théâtre du Vieux-Colombier le rejoignent. Jacques Hébertot s'éloigne. Louis Jouvet devient directeur de la Comédie des Champs-Élysées, où il demeure jusqu'en 1934.
En 1928, il rencontre Jean Giraudoux, dont il crée plusieurs pièces. Pendant deux années il dirige le théâtre Pigalle où il présente avec succès Donogoo Tonka de Jules Romains le 8 octobre 1930, puis en 1931 Judith de Jean Giraudoux. À partir de 1934, il dirige le théâtre de l'Athénée, où il donne la première de La guerre de Troie n'aura pas lieu (1935) et celle d'Ondine (1939).
Gaston Baty, Charles Dullin, Georges Pitoëff et Jouvet fondent le 6 juillet 1927 une association d'entraide, le « Cartel des Quatre », qui dure jusqu'en 1940. Leur objectif est de faire en sorte que le théâtre crée une poésie qui lui soit propre, et de jouer des auteurs contemporains.
Entre-temps, Jouvet a commencé parallèlement à ses activités théâtrales une carrière au cinéma avec Topaze de Louis Gasnier en 1933, et la même année, triomphe déjà avec Knock, qu'il coréalise lui-même. Il y poursuit une carrière brillante jusqu'à sa mort, en en fermant le cycle avec une reprise de Knock signée par Guy Lefranc en 1951.
On lui propose la direction de la Comédie-Française, qu'il refuse car il est trop occupé par celle de son propre théâtre. À l'Athénée, il triomphe avec des pièces de Molière et de Giraudoux, et d'autres œuvres du répertoire classique.

### Seconde Guerre mondiale
Pendant la Seconde Guerre mondiale, à la suite de l'occupation allemande, Louis Jouvet et la troupe du théâtre de l'Athénée effectuent en 1941 une première tournée en Suisse, puis il revient se produire en France en Zone libre, avant de revenir en Suisse pour une seconde tournée. Ensuite, toujours avec la troupe du théâtre de l'Athénée, il parcours l'Amérique latine entre 1941 et 1945. De ses séjours en Suisse, du 2 janvier au 27 mai 1941, Louis Jouvet déclare dans son livre de souvenirs : « j'ai quitté Paris pour aller en Suisse parce qu'on m'interdisait de jouer deux de mes auteurs : Jules Romains et Jean Giraudoux. On les trouvait anticulturels, on m'offrait de les échanger contre Schiller et Goethe. Ce n'était pas mon métier; il y aurait eu équivoque. On ne fait du théâtre que par plaisir et en liberté... ». Louis Jouvet, lors de son séjour, enregistre aussi des pièces du répertoire classique dans les studios de radio-Lausanne. La production, en suisse romande, d'un film inspiré de L'École des femmes de Molière, sous la direction de Max Ophüls, fut même commencée, mais la réalisation, bientôt interrompue, ne fut jamais terminée. En Amérique latine, il se produit à Buenos Aires (Argentine), où est installé son cousin, l'acteur Maurice Jouvet (es). Il y représente Ondine, de son ami Jean Giraudoux, pièce qu'il a créée deux ans auparavant à Paris. Il emmène la pièce en tournée à Montevideo, São Paulo et à Rio de Janeiro. Il crée dans cette ville L'Annonce faite à Marie de Paul Claudel en 1942, dans laquelle joue l'actrice belge Madeleine Ozeray (1908-1989), comédienne de sa troupe devenue sa compagne.
À la Libération en 1945, il rentre en France pour diriger La Folle de Chaillot avec Marguerite Moreno (1871-1948) en hommage à Jean Giraudoux, décédé l'année précédente.

### À la tête du théâtre de l’Athénée
Louis Jouvet reprend la direction du théâtre de l’Athénée, qui devient plus tard le théâtre de l'Athénée Louis-Jouvet. C'est là qu'il crée La Folle de Chaillot (1945). Le 30 juillet 1950, il reçoit la Légion d'honneur.
Le 7 février 1951, c'est lui qui lit la prière de Willette à la messe du mercredi des Cendres, célébrée en l'église Saint-Germain-l'Auxerrois en présence du nonce apostolique Angelo Giuseppe Roncalli (le futur pape Jean XXIII), du cardinal Maurice Feltin, et d'une foule d'artistes. Cette messe et sa prière s'adressent à ceux qui vont mourir dans l'année. Sa disparition six mois plus tard marque les esprits, au point que l'année suivante elle fut dite par trois récitants.
Il aide également les nouvelles figures du théâtre et de la décentralisation théâtrale, Maurice Sarrazin, André Barsacq, Jean-Louis Barrault et Jean Vilar notamment, et met en scène, au théâtre Antoine à Paris, Le Diable et le Bon Dieu, pièce écrite par Jean-Paul Sartre en 1951. Le soir de la première il est à Toulouse, où il prodigue ses conseils au jeune directeur du nouveau Centre dramatique, M. Sarrazin.

### Vie privée
Louis Jouvet se marie le 26 septembre 1912 avec Else Collin (1886-1967), avec laquelle il a trois enfants : Anne-Marie (1914-1998), Jean-Paul (1917-1978) et Lisa Jouvet (1924-2004).
Il est ensuite le compagnon de la comédienne Madeleine Ozeray.
Puis, dans les années 1940 et jusqu'à sa mort, il a une longue liaison avec la comédienne Monique Mélinand.

### Mort
Malade du cœur, Louis Jouvet fut pris d'une syncope le mardi 14 août 1951 alors qu'il dirige une répétition de la pièce La Puissance et la Gloire, d'après Graham Greene, (adaptation de Pierre Bost) qui devait être jouée en automne. Intransportable au vu de la gravité de son état, il est étendu sur son divan. Cinq médecins sont restés à son chevet toute la journée de mercredi. Aux troubles pulmonaires intervenus dans la nuit vinrent s'ajouter des complications cérébrales. Un neuro-chirurgien fut appelé, mais on dut se contenter de faire des piqures de morphine en espérant une amélioration qui permettrait son transport à l'hôpital. Le lendemain il se trouve dans le coma avec une température de 40,5 degrés, selon le professeur Mouquin. Il meurt à 20h15 le 16 août 1951 sans avoir repris connaissance,, dans la pièce qui lui sert de bureau, dans son théâtre, au 24, rue de Caumartin,,
Les obsèques ont lieu le 21 août à l'église Saint-Sulpice à Paris. Selon son vœu, l'office a été très simple et identique à celui de Christian Bérard, célébré dans la même église deux ans plus tôt. Le cercueil de Louis Jouvet a passé la nuit précédente dans une crypte de l'église, posé sur un catafalque. La messe a été dite par le R.P. Laval, aumônier de l'Union catholique des artistes, qui devait être le conseiller de Jouvet pour la mise en scène de la La Puissance et la Gloire. Le gouvernement de la République s'est fait représenter par Georges Bidault, vice président du Conseil, et André Marie, ministre de l'éducation nationale. À l'issue de la cérémonie religieuse, André Cornu, secrétaire d'État aux Beaux-arts, et Jean-Louis Barrault, ont prononcé un discours sur le parvis de l'église. Ce dernier déclare notamment : « Voici le moment incroyable, inacceptable, où vos parents, vos amis, vos fidèles collaborateurs, tous, remués de tendresse, se tiennent, une dernière fois, réunis à vos cotés. Un abîme se creuse devant nous et nous laisse désemparés, car vous étiez notre patron, le chef de la grande famille des gens du théâtre, le symbole même de ce théâtre, oui, le théâtre de la France, c’était vous… ». Une nombreuse foule est présente devant l'église.
Il est enterré au cimetière de Montmartre (division 14) à Paris. Il y est rejoint par son épouse Else Collin, ses deux filles, son fils, ainsi que sa bru.

### Jouvet et le cinéma
Au cinéma, il joue dans trente-deux films, dont plusieurs chefs-d'œuvre passés à la postérité : Quai des Orfèvres d'Henri-Georges Clouzot, où il trouve, pour beaucoup, l'un de ses meilleurs rôles ; Hôtel du Nord, aux côtés d'Arletty, célèbre pour son fameux « Atmosphère, atmosphère », et Drôle de drame, dans lequel il donne à Michel Simon la réplique devenue célèbre : « Moi, j'ai dit : « Bizarre, bizarre » ? Comme c'est étrange… […] Moi, j'ai dit : « Bizarre ? », comme c'est bizarre. ». Knock ou le Triomphe de la médecine est porté à l'écran par l'acteur lui-même (avec Roger Goupillières) en 1933 ; Jouvet interprète à nouveau le personnage dans la version de Guy Lefranc en 1951, peu avant sa mort. Il joue dans deux films réalisés par Jean Renoir : Les Bas-fonds en 1936, avec Jean Gabin, et La Marseillaise en 1937. Dans L'Alibi, sous la direction de Pierre Chenal, il rencontre pour un face-à-face Erich von Stroheim. Dans Copie conforme, il incarne le chef d'une bande de voleurs qui engage son sosie pour se faire innocenter. Aux côtés de Suzy Delair, Jouvet y tient un double rôle. En 1948, il joue l'inspecteur Carrel, qui enquête sur la mort du truand Vidauban, également son sosie, dans Entre onze heures et minuit d'Henri Decoin. Son ami et dialoguiste favori Henri Jeanson met en scène Lady Paname et reforme le duo Jouvet-Delair.
Jouvet aimait le théâtre plus que le cinéma : « Au théâtre on joue, au cinéma on a joué », disait-il. Cela ne l'empêchera pas de jouer, au cinéma, des adaptations théâtrales saluées par la critique et très appréciées du public : Volpone, avec Harry Baur et Charles Dullin, et les deux versions de Knock. Fidèle en amitié, il acceptait spontanément de jouer dans un film dont Jeanson avait signé les dialogues, ou encore exigeait un rôle pour ses amis dans les films dans lesquels il figurait lui-même (cas de Charles Dullin dans Volpone et Quai des Orfèvres). Sa passion du théâtre l'a poussé à jouer dans Entrée des artistes de Marc Allégret, où il tient son propre rôle de professeur de théâtre du Conservatoire et qui est presque un reportage sur l'art de Jouvet ; La Fin du jour de Julien Duvivier, où il incarne un acteur de théâtre complètement habité par ses personnages et qui, confondant réalité et fiction, sombre dans la folie ; enfin Miquette et sa mère, où Clouzot lui a confié le rôle du pittoresque Monchablon, « grand premier rôle en tous genres » et directeur d'une troupe de théâtre ambulant.
À la question du critique dramatique Paul Gordeaux, qui demanda à Jouvet « Pourquoi donc jouez-vous avec des acteurs de troisième zone ? », celui-ci répondit :

« Plus l’écrin est noir, plus la perle brille. »

## Filmographie
- 1933 : Topaze de Louis Gasnier : Auguste Topaze, humble professeur
- 1933 : Knock de Louis Jouvet et Roger Goupillières : le docteur Knock
- 1935 : La Kermesse héroïque de Jacques Feyder : le chapelain
- 1936 : Mister Flow de Robert Siodmak : Achille Durin, valet de Lord Scarlett et Mister Flow, le bandit
- 1936 : Salonique, nid d'espions ou Mlle Docteur de Georg Wilhelm Pabst : Simonis, l'agent allemand
- 1936 : Les Bas-Fonds de Jean Renoir : monsieur le baron, ruiné par le jeu
- 1937 : Un Carnet de bal de Julien Duvivier : Pierre Verdier, dit Jo, ancien avocat devenu chef de bande
- 1937 : Forfaiture de Marcel L'Herbier : Valfar, l'âme damnée de Tang-Si
- 1937 : Drôle de drame de Marcel Carné : Archibald Soper, évêque de Bedford
- 1937 : Ramuntcho de René Barberis : Itchoua, le chef de la contrebande
- 1938 : La Marseillaise de Jean Renoir : Roederer
- 1938 : La Maison du Maltais de Pierre Chenal : Rossignol, agence de filature
- 1938 : L'Alibi de Pierre Chenal : le commissaire Calas
- 1938 : Entrée des artistes de Marc Allégret : M. Lambertin, professeur de théâtre
- 1938 : Le Drame de Shanghaï de Georg Wilhelm Pabst : Ivan, aventurier et amant de Kay Murphy
- 1938 : Éducation de prince d'Alexander Esway : René Cercleux
- 1938 : Hôtel du Nord de Marcel Carné : M. Edmond, le truand maquereau
- 1939 : La Fin du jour de Julien Duvivier : Saint-Clair, l'ex-don juan
- 1939 : La Charrette fantôme de Julien Duvivier : Georges, dit l'étudiant, ami de David
- 1939 : Sérénade de Jean Boyer : le baron Hartmann
- 1940 : L'École des femmes Film interrompu et inachevé de Max Ophüls : Arnolphe
- 1940 : Volpone de Maurice Tourneur : Mosca, l'homme à tout faire de Volpone
- 1940 : Untel père et fils de Julien Duvivier : Pierre Froment (le père) et son fils Félix
- 1946 : Un revenant de Christian-Jaque : Jean-Jacques Sauvage, directeur d'une troupe de ballet
- 1947 : Les amoureux sont seuls au monde d'Henri Decoin : Gérard Favier, célèbre compositeur
- 1947 : Copie conforme de Jean Dréville : M. Dupon, homme tranquille et Ismora le cambrioleur
- 1947 : Quai des Orfèvres d'Henri-Georges Clouzot : l'inspecteur Antoine
- 1948 : Entre onze heures et minuit d'Henri Decoin : l'inspecteur Carrel, sosie de Vidauban
- 1948 : Lady Paname d'Henri Jeanson : M. Gambier, dit "Bagnolet"
- 1949 : Miquette et sa mère d'Henri-Georges Clouzot : Monchablon, directeur d'une troupe de théâtre
- 1949 : Retour à la vie - Sketch « Le Retour de Jean » d'Henri-Georges Clouzot : Jean Girard, ancien déporté
- 1950 : Brasil (court métrage) d'Henri-Georges Clouzot[17] : dans son propre rôle
- 1951 : Knock de Guy Lefranc : le docteur Knock
- 1951 : Une histoire d'amour de Guy Lefranc : l'inspecteur Ernest Plonche

Certaines filmographies mentionnent le titre Shylock de Henri Desfontaines (1913) ; or Louis Jouvet ne figure pas au générique du film.

## Théâtre

### Comédien
- 1908 :
  - 14 juillet, La Mort de Charlotte Corday de François Ponsard, au Château du Peuple
  - Les Mauvais Bergers d'Octave Mirbeau
  - août, Œdipe roi de Sophocle, à Saint-Dizier
  - 18 juillet, Le Moulin des Chimères, acte en vers de Bernard Marcotte à l'Université Populaire du Faubourg Saint-Antoine, avec le théâtre d'Action d'art[19]
  - 30 juillet, Les Maîtres de la Vie, drame des temps à venir, de Roger Dévigne (Georges-Hector mai), au Château du Peuple avec le théâtre d'Action d'art[19]
  - 30 juillet, Le Misanthrope de Molière au Château du Peuple avec le théâtre d'Action d'art
  - 19 septembre, L'École des Femmes de Molière, à l'Université Populaire du Faubourg Saint-Antoine
  - 4 octobre, Les Revenants d'Henrik Ibsen à l'Université Populaire du Faubourg Saint-Antoine
  - Britannicus de Racine
  - Les Triumvirs de François Ponsard
  - Le Principal Témoin de Georges Courteline
  - Le Droit au bonheur de Camille Lemonnier et Pierre Soulaine
  - Hortense, couche-toi ! de Georges Courteline
  - La Recommandation de Max Maurey
  - Le cœur a ses raisons de Robert de Flers et Gaston Arman de Caillavet
- 1909 :
  - 1er août, Andromaque de Racine, avec le théâtre d'Action d'art
  - 8 août, La Nouvelle Idole de François de Curel, avec le théâtre d'Action d'art
  - 21 septembre, Les Maîtres de la Vie, de Roger Dévigne (Georges-Hector mai) avec le théâtre d'Action d'art, à Angoulême
  - 31 octobre, Le Faiseur de Balzac, à l'Université Populaire du Faubourg Saint-Antoine, et le 7 novembre, salle du Trocadéro
  - La Fille de Roland de Henri de Bornier, à Provins
  - Maison de Poupée d'Ibsen, à l'Université Populaire du Faubourg Saint-Antoine
- 1910 :
  - création du Colonel Chabert de Louis Forest, d'après Balzac, le 19 février, à l'Athénée Saint-Germain, avec le théâtre d'Action d'art[20]
  - 15 mars, Poil-de-Carotte de Jules Renard, à l'Université Populaire du Faubourg Saint-Antoine, dernier spectacle du théâtre d'Action d'art qui cesse son activité

#### Théâtre du Vieux-Colombier
- 1913 : Une femme tuée par la douceur de Thomas Heywood, : Me Cranwell
- 1913 : L'Amour médecin de Molière : Macroton
- 1913 : Les Fils Louverné de Jean Schlumberger, mise en scène Jacques Copeau : Grimbosc
- 1913 : Barberine d'Alfred de Musset : Ladislas
- 1913 : L'Avare de Molière : Me Simon
- 1913 : La Farce du savetier enragé : le savetier
- 1914 : La Jalousie du Barbouillé de Molière, mise en scène Jacques Copeau : le docteur
- 1914 : Les Frères Karamazov de Fiodor Dostoïevski : Féodor Pavlovitch Karamazov
- 1914 : La Nuit des rois de Shakespeare : André Aguecheek

#### Garrick Theatre New York
- 1917 : L'Impromptu du Vieux-Colombier de Jacques Copeau
- 1917 : Les Fourberies de Scapin de Molière, mise en scène Jacques Copeau : Géronte
- 1917 : La Jalousie du Barbouillé de Molière : le docteur
- 1917 : La Nuit des rois de William Shakespeare : André Aguecheek
- 1917 : Le Carrosse du Saint Sacrement de Prosper Mérimée : l'évêque de Lima
- 1918 : Les Frères Karamazov de Fiodor Dostoïevski : Féodor Pavlovitch
- 1918 : Les Mauvais Bergers d'Octave Mirbeau : Louis Thieux
- 1918 : La Petite Marquise d'Henri Meilhac et Ludovic Halévy : le marquis de Keergazon
- 1918 : La Paix chez soi de Georges Courteline : Trielle
- 1918 : L'Avare de Molière : Me Simon
- 1918 : Le Mariage de Figaro de Beaumarchais : Brid'Oison
- 1918 : Blanchette d'Eugène Brieux : le cantonnier
- 1918 : Georgette Lemeunier de Maurice Donnay : le prieur
- 1918 : Crainquebille d'Anatole France : Crainquebille
- 1918 : Le Médecin malgré lui de Molière : Sganarelle
- 1918 : Rosmersholm d'Henrik Ibsen : Ulric Brendel
- 1918 : Le Gendre de M. Poirier d'Émile Augier et Jules Sandeau : le marquis
- 1918 : Les Caprices de Marianne d'Alfred de Musset : Claudio
- 1918 : Le Fardeau de la Liberté de Tristan Bernard : Chambolin
- 1918 : La Jalousie du Barbouillé de Molière : le docteur
- 1919 : La Coupe enchantée de Jean de La Fontaine et Champmeslé : Josselin
- 1919 : Washington de Percy MacKaye (en) : the theater
- 1919 : La Nuit des rois de William Shakespeare : André Aguecheek
- 1919 : La Jalousie du Barbouillé de Molière : le docteur
- 1919 : L'Impromptu des adieux de Jacques Copeau

#### Théâtre du Vieux-Colombier
- 1920 : Le Conte d'hiver de William Shakespeare, mise en scène Jacques Copeau : Antolyeus
- 1920 : Le Songe d'une nuit d'été de William Shakespeare : Autolycus
- 1920 : L'Œuvre des athlètes de Georges Duhamel : Filliatre Demelin
- 1920 : Cromedeyre-le-Vieil de Jules Romains, mise en scène Jacques Copeau : Anselme
- 1920 : La Folle Journée d'Émile Mazaud : Truchard
- 1921 : La Mort de Sparte de Jean Schlumberger : Antigone
- 1922 : Le Misanthrope de Molière : Philinte
- 1922 : L'Amour livre d'or d'Alexis Nikolaïevitch Tolstoï, mise en scène Nathalie Boutkovsky : le prince
- 1922 : Saül d'André Gide, mise en scène Jacques Copeau : le grand prêtre
- 1923 : La Journée des aveux de Georges Duhamel, mise en scène Georges Pitoëff, théâtre des Champs-Élysées : Le général Foulon Dubelair

### Metteur en scène et comédien

#### Théâtre du Vieux-Colombier
- 1920 : Le Carrosse du Saint Sacrement de Prosper Mérimée : l'évêque de Lima
- 1920 : La Folle Journée d'Émile Mazaud : Truchard
- 1920 : Le Médecin malgré lui de Molière : Sganarelle

#### Théâtre Pigalle
- 1930 : Donogoo Tonka de Jules Romains
- 1931 : Le Médecin malgré lui de Molière : Sganarelle (tournée)

#### Comédie des Champs-Élysées
- 1931 : L'Eau fraîche de Pierre Drieu la Rochelle : Thomas
- 1931 : Une taciturne de Roger Martin du Gard : Armand

#### Théâtre Pigalle
- 1931 : Judith de Jean Giraudoux
- 1931 : Le Roi masqué de Jules Romains
- 1932 : La Pâtissière du village ou Madeleine d'Alfred Savoir

#### Théâtre de l'Athénée
- 1934 : Tessa, la nymphe au cœur fidèle adaptation Jean Giraudoux d'après Basil Dean et Margaret Kennedy Lewis Dodd
- 1934 : Amphitryon 38 de Jean Giraudoux : Mercure
- 1935 : Supplément au voyage de Cook de Jean Giraudoux : Outourou
- 1935 : La guerre de Troie n'aura pas lieu de Jean Giraudoux : Hector
- 1936 : L'École des femmes de Molière : Arnolphe
- 1937 : Le Château de cartes de Steve Passeur
- 1937 : Électre de Jean Giraudoux : le mendiant
- 1937 : L'Impromptu de Paris de Jean Giraudoux : lui-même
- 1935 : La guerre de Troie n'aura pas lieu de Jean Giraudoux : Hector
- 1938 : Knock ou le Triomphe de la médecine de Jules Romains : Knock
- 1938 : Le Corsaire de Marcel Achard : Frank O'Hara et Kid Jackson
- 1939 : Ondine de Jean Giraudoux : le chevalier Hans

#### Comédie-Française
- 1937 : L'Illusion comique de Pierre Corneille
- 1938 : Cantique des Cantiques de Jean Giraudoux
- 1938 : Tricolore de Pierre Lestringuez

#### Tournée en Amérique latine 1941-1945
- 1941 : La Jalousie du Barbouillé de Molière
- 1941 : La Folle Journée d'Émile Mazaud
- 1941 : La Coupe enchantée de Jean de La Fontaine et Champmeslé : Josselin
- 1941 : Je vivrai un grand amour de Steve Passeur : Modeste
- 1942 : On ne badine pas avec l'amour d'Alfred de Musset : Blazius
- 1942 : L'Apollon de Marsac de Jean Giraudoux : monsieur de Marsac
- 1942 : L'Annonce faite à Marie de Paul Claudel : Anne Vercors
- 1942 : Le Médecin malgré lui de Molière : Sganarelle
- 1942 : L'Occasion de Prosper Mérimée : Fray Eugenio
- 1942 : La Belle au bois de Jules Supervielle : Barbe-Bleue
- 1942 : La France poétique de Villon à nos jours : le récitant
- 1942 : Le Misanthrope de Molière : Philinte

#### Théâtre de l'Athénée
- 1945 : La Folle de Chaillot de Jean Giraudoux : le chiffonnier
- 1946 : L'Annonce faite à Marie de Paul Claudel : Anne Vercors
- 1947 : L'Apollon de Marsac de Jean Giraudoux : monsieur de Marsac
- 1947 : Les Bonnes de Jean Genet
- 1947 : Dom Juan de Molière : Dom Juan
- 1949 : Ondine de Jean Giraudoux : le chevalier Hans
- 1949 : Le Tartuffe de Molière : Tartuffe
- 1949 : Les Fourberies de Scapin de Molière, théâtre Marigny : Géronte
- 1950 : L'École des femmes de Molière, théâtre des Célestins
- 1951 : Le Diable et le Bon Dieu de Jean-Paul Sartre, théâtre Antoine

## Publications de Louis Jouvet
- Elvire Jouvet 40. Sept leçons de L. J. à Claudia sur la 2e scène d'Elvire du Dom Juan de Molière, tirées de Molière et la comédie classique de Louis Jouvet, BEBA éditeur, 1986, puis, Paris, Solin, 1992.
- Molière et la comédie classique; extraits des cours de Louis Jouvet au Conservatoire, 1939-1940, Paris, Gallimard, 1965 (réédition 1998).
- Témoignages sur le théâtre, Paris, Flammarion, coll. « Champs », 2009.
- Le Comédien désincarné, Paris, Flammarion, coll. « Champs », 2009.
- Écoute, mon ami, Paris, Flammarion, 2001. (1952)

## Discographie
Albums
- Louis Jouvet et sa Compagnie, L'École des femmes (3LP), Pathé PCX 5003 à 5005 ; et Pathé-Marconi 2C 161-12097 à 12099
- Edwige Feuillère, Simone Valère, Jean Debucourt, Jean Desailly, Jean Deschamps, Pierre Renoir, Louis Jouvet, Visages de Giraudoux (LP), L'Encyclopédie sonore / Hachette 320E801
- Louis Jouvet, Michel Bouquet, Jean Vilar, Hommage à Molière (2LP), Hachette 320E972 et 320E973
- Hommage à Louis Jouvet (2LP) Radiodiffusion-Télévision Française TS 30LA549 ; et Disques Adès 7007 et 7008
- Louis Jouvet joue Giraudoux (LP), Disques Adès 13.032
- Grands moments de L'Athénée (2LP), Disques Adès / Radiodiffusion-Télévision Française 19.015

Singles & EPs
- Louis Jouvet, Pourquoi j'ai monté Dom Juan, conférence faite le 19 décembre 1947 à l'université des Annales (EP), Pathé 45ED54
- Jules Romains, Louis Jouvet, Knock - Acte II (78 t), Columbia BF13
- Louis Jouvet, Michel Simon & Armontel, Knock / Jean de La Lune (45 t), Columbia ESJF1
- Pierre Renoir, Louis Jouvet, Jean Deschamps, Edwige Feuillère, Giraudoux : La guerre de Troie n'aura pas lieu (EP), Siegfried / L'Encyclopédie sonore 190E122
- Docteur Jacques Sourdille, Louis Jouvet, Albert Schweitzer, Friedrich Wilhelm, Viktor Albrecht, Paul Deschanel, Des médecins et des hommes en documents sonores (Flexi 45 t), Tonus / Publications audiovisuelles Claude-Maxe

Compilations
- Louis Jouvet, Hommage à Jean Giraudoux (LP), Disques Adès	10.053

## Distinctions
- Commandeur de la Légion d'honneur
- Croix du combattant volontaire
- Croix du combattant
- Médaille commémorative de la Grande guerre
- Médaille interalliée

## Postérité